# 杏葉石櫟
（學名：Lithocarpus amygdalifolius）又名校力、苦扁桃葉石櫟，为壳斗科柯属的植物，是台灣特有植物。分布于台灣以及中国大陆的福建、广东、海南等地，生长于海拔1,100米至2,300米的地区，多生长于针叶林中、常绿阔叶林和阔叶混交林中，目前尚未由人工引种栽培。